# Europa 7
Europa 7 ist der Name eines italienischen Pay-TV-Veranstalters des Medienunternehmers Francesco Di Stefano (* 1953) mit einer Lizenz zur landesweiten terrestrischen Ausstrahlung aus dem Jahr 1999. Der Sender gewann damals eine Ausschreibung vor dem Programm Rete 4 der Mediaset-Gruppe von Silvio Berlusconi. Rete 4 hätte entsprechend seinen terrestrischen Sendeplatz zugunsten von Europa 7 räumen müssen.
Erst viel später nach einer Kanalneuordnung in Italien (man nutzt nun das Kanalraster von Westeuropa) ging man beinahe landesweit im VHF-Band III auf Kanal 8 in einem Gleichwellennetz im Nachfolgestandard DVB-T2 auf Sendung. Die Programme (teilweise in HD) sind verschlüsselt und nur mit einem Abonnement zu sehen.
Im Juni 2012 wurde der italienische Staat zur Zahlung einer Entschädigung in Höhe von 10 Millionen Euro an Europa 7 verpflichtet.